# مستقبل خلية تي

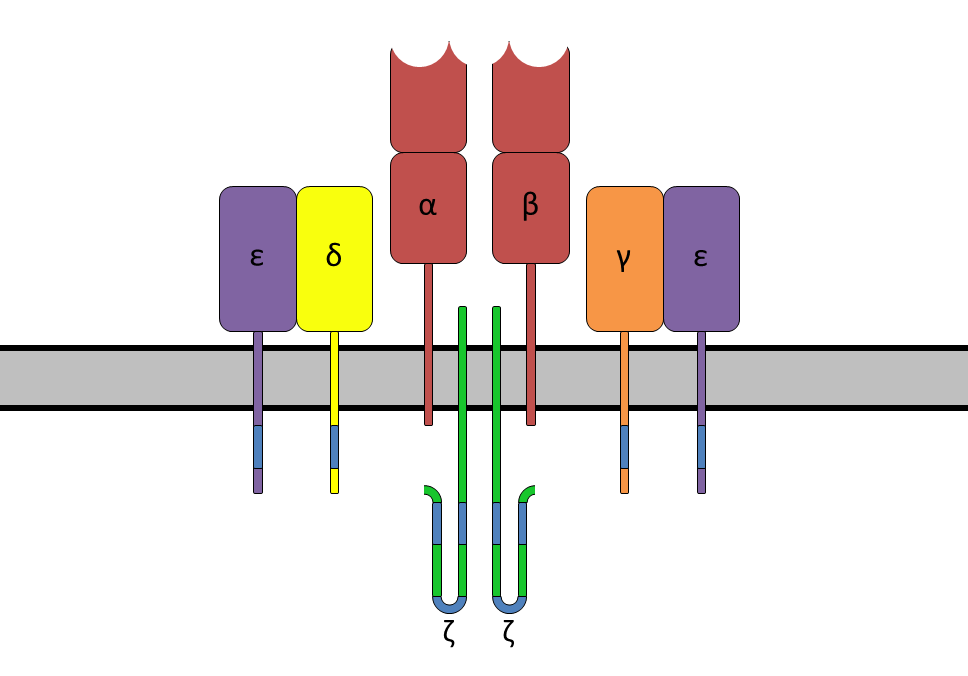
توضيح بنية مستقبل خلية تائية.داخل الخلية (أسفل) ، خارج الخلية (أعلى).

مستقبل خلية تائية (بالإنجليزية. T cell receptor أو TCR هو جزيء يوجد على سطح خلية تائية  ومسؤول عن التعرف على أنتيجين يعرضه له معقد التوافق النسيجي الكبير (MHC). يكون الترابط بين مستقبل الخلية تي والأنتيجين ضعيفا، أي أن مستقبلات كثيرة للخلية التائية يمكنها التعرف على هذا الأنتيجين بعينه وعلى عدد كبير منها أيضا.
يتكون مستقبل خلية تايئية من جزيئين من مسلسلات البروتين مختلفة: «هتيرومير» وبروتين ديمر. وهو يوجد في نحو 95% من الخلايا تي ويتكون من مسلسلتين ألفا α وبيتا β ؛ بينما تتكون 5% من الخلايا تي من مما يسمى مسلسلات غاما/دلتا، تلك الخلايا توصف بأنها خلية تي ذات مستقبل غاما/دلتا. تلك النسبة بين الاعداد المختلفة من الخلايا تي تتغير أثناء تعرض الجسم لمرض.
عندما يتعامل مستقبل خلية تي مع ببتيد (جزء بروتيني) من أحد مستضادات ومع جزيء MHC تنشط الخلية تي عن طريق عدة عمليات كيميائية حيوية تقوم بها إنزيمات معينة، وجزيئات متخصصة وتنشط الخلية وتطلق عوامل نسخ.
يحدد تنشيط مستقبل خلية تي التطور التالي للخلية، فإما تتحول إلى خلية تي مساعدة أو إلى خلية تي قاتلة مما يؤدي إلى إفراز سيتوكينات يمكنها الفتك بخلية الجسم المصابة بانتيجين والقضاء عليها.

## بنية مستقبل الخلية تي
مستقبل خلية تي هو مشابه لجزء من أنتيجين حيث أن أجزائه التحتية تنشأ من نفس العائلة الكبرى من كريات الإمونوغلوبولين (ملحوظة: كلمة أنتيجين أصلا كانت تعني أنتيجينات الجسم، والآن اصبحنا نفهمها على انها إما تعني أجزاء من الخلية أو ميكروب أو فيروس معادي للجسم، وتقوم جزيئات MHC بفحصهما والتفرقة بينهما، وتترك خلايا الجسم السليمة الجسم في حالها، وتحفز على مقاومة الأنتيجينات الغريبة الضارة؛ بعرضها على خلية تي قاتلة فتفتك بها). ويتكون المستقبل من جزئين من البروتين (غالبا α/β، ونحو 5 % من الخلايا يتكون فيها المستقبل من بروتين γ/δ)، وفيها أقسام مستقرة Domain C وجزء متغير variablen Domäne (V) لقسم غشاء ناقل ونهاية كربونية قصيرة C-Terminus ومنطقة سيتوبلازما. أما ناحية النهاية النتروجينية N-Terminus لهذا البروتين المعقد والتي تنتمي إلى القسم Domain C فهي تتخلل غشاء الخلية حتى تصل إلى سيتوبلازما الخلية وتزرع المستقبل. أما باقي تشكيلة المستقبل فتكون مرفوعة فوق سطح الخلية «مثل الراية» عن طريق قنطرة سلفيد ثنائي توجد في القسم المستقر Domain C.
تتكون كل مسلسلة من قسمين يوجدا خارج الخلية: القسم المتغير (V) والقسم الثابت (C)، وكلاهما ينتمي إلى عائلة إمونوغلوبولين مناعي الكبيرة Immunoglobulin superfamily (IgSF) مكونان صفيحتين β معكوستي الاتجاه. القسم الثابت يكون قريبا من غشاء الخلية ويتبعه قسم يعبر الغشاء وجزء قصير من السيتوبلازما، بينما يرتبط القسم المتغير V بمعقد MHC /وببتيد.

## اقرأ أيضا
- خلية تائية
- خلية قاتلة
- خلية بائية
- خلية لمفاوية
- نظام المناعة
- خلية تي ذاكرة
- استماتة خلية مبرمجة 1
- خلية تي قاتلة
- خلية تي خام
- معقد التوافق النسيجي الكبير